# Oberstube
Oberstube ist ein deutscher Kurzfilm von Sebastian Winkels aus dem Jahr 2001.

## Handlung
Ein Mann bringt seine Nasswäsche auf den Speicher, um sie zum Trocknen aufzuhängen. Dabei wird er von Stimmen verfolgt. Aus allen Ecken kommen sie auf ihn zu und treiben ihn in den Wahnsinn. Um sie abzuwehren hängt er weiße Laken auf. Doch die Stimmen ändern immer wieder ihre Richtung und so entsteht ein Labyrinth von weißen Laken, bis die Stimmen aufhören. Am Ende steht er in der Mitte des Labyrinths.

## Hintergrund
Der Film wurde im Rahmen von Sebastian Winkels Studium an der Filmuniversität Babelsberg Konrad Wolf gedreht. Seine Premiere hatte er am 17. November 2001 beim Kinofest Lünen.

## Rezeption
Die Deutsche Film- und Medienbewertung (FBW) zeichnete den Film mit dem „Prädikat wertvoll“ aus. In ihrer Jury-Begründung sagte sie dazu: „Der Filmemacher zeigt, dass er sein Handwerk versteht und mit der Kamera erzählen kann. Auch zeigt die Besetzung der Hauptrolle, deren massive Gestalt im Gegensatz zu ihrer Verletztlichkeit steht, ein Gespür für die Auswahl von Darsteller. In der Kombination von dramaturgisch sorgfältig eingesetzten Tönen und lichter werdenden Bildern läßt der Film Raum für Assoziationen des Zuschauers, die zu unterschiedlichen Einschätzungen führen können.“

## Auszeichnungen
Oberstube ist der zweite Preisträger des Shocking Shorts Award des deutschen Pay-TV-Senders 13th Street, der im Rahmen des Filmfests München vergeben wurde. Als Hauptpreis bekam Regisseur Sebastian Winkels eine Teilnahme an dem Universal Studios Filmmasters-Programm in Hollywood. Er war außerdem beim Filmfestival Max Ophüls Preis in der Kategorie Bester Kurzfilm nominiert.